# Three Legged Fox
Three Legged Fox es una agrupación estadounidense de Rock alternativo originaria de Filadelfia. 

## Breve historia
La banda surgió a inicios del siglo XXI, como una forma de fusionar música jamaiquina y ritmos caribeños con Rock. Así pues se conformó la banda "Three Legged Fox" que en español significa "Zorro con Tres Patas". 
En un inicio el grupo comenzó como banda independiente y nada profesional que amenizaba fiestas, se presentaba en festivales públicos y en bares de todo el país estadounidense. No es hasta 2007, cuando graban y publican "Ideas" su ópera prima.

## Integrantes
- Kyle Wareham - Voz y teclados
- John Duxbury - Guítarra rítmica
- Mark Carson - Bajo eléctrico
- Kory Korchersperger - Batería y bombos
- Chris Duddy - Guitarra y saxofón

## Discografía[4]
- Ideas (2007)
- Not As Far (2009)
- Acoustic Trax (2010)
- Always Anyway (2011)
- OBX 5.11.12 (2012)
- Live at Grapestreet 6.9.07 (2013)
- Rarities and Old Stuff (2013)
- Asheville, NC 2.14.13 (2013)
- We Are Electric (2014)
- Barcelona [Sencillo] (2015)